# Might and Magic
Might and Magic (Might & Magic, MM) — серія фентезійних рольових відеоігор від компанії New World Computing і пізніше Ubisoft, заснована Джоном Ван Кенеґемом.
Крім того, Might and Magic є загальним найменуванням всесвіту, в якому відбувається події однойменної серії ігор, а також Heroes of Might and Magic, та їхніх спін-оффів.
У 2003 році The 3DO Company, що видавала ігри серії, оголосила себе банкрутом. Права на серію Might and Magic викупила французька компанія Ubisoft. Починаючи з 2006 року, Ubisoft продовжує випуск ігор під маркою Might and Magic і є видавцем всіх ігор бренду. Дію ігор було перенесено в новий світ — Ашан (англ. Ashan), який був вигаданий співробітниками Ubisoft.

## Історія
Ігрова серія Might & Magic з'явилася в 1986 році, і походила від рольових ігор «традиційного» стилю, як Wizardry і The Bard's Tale. Might & Magic почалася з виходом гри Might and Magic Book One: The Secret of the Inner Sanctum на комп'ютери Apple II. Створена Джоном Ван Канеґемом, вона була рольовою грою від першої особи в найкращих традиціях класики, але замість заплутаних лабіринтів, печер і підземель, ця гра пропонувала обширний відкритий світ з лісами, горами, замками і містам. Там же вперше з'явилися легендарні герої серії, такі, як лорд Кілбурн і Крег Хак, які надалі зустрічалися, в тому чи іншому вигляді, в багатьох іграх серії. Відмінною особливістю цієї і наступних ігор стали деякі науково-фантастичні елементи в фентезійному світі, які зазвичай проявляються наприкінці сюжетів.
Might & Magic познайомила гравців з численними концепціями, в ту пору вважалися революційними: автоматична карта, генератор предметів, що використовує префікси і суфікси. П'ята частина Might and Magic V: Darkside of Xeen виділялася тим, що в неї можна було імпортувати контент та персонажів з четвертої, Might and Magic IV: Clouds of Xeen. Після п'ятої частини Джон Ван Каненгем придумав відгалуження від основної лінійки ігор, яке мало поєднати в собі елементи стратегії, містобудування та рольової гри.
У результаті в 1995 році з'явилася гра Heroes of Might and Magic: A Strategic Quest. Персонажі нової гри були перенесені туди з різних раніших ігор серії Might & Magic, і зібралися разом в новому світі під назвою Енрот. Ця частина Heroes також знаменита тим, що до роботи над нею були вперше залучені композитори Роб Кінг і Пол Ентоні Ромеро. Наступні ігри із серії вдосконалили концепції A Strategic Quest, і серія Heroes of Might & Magic стала однією з найвідоміших покрокових стратегій.
В 1996 році New World Computing була продана видавцеві 3DO. Шоста частина Might and Magic VI: The Mandate of Heaven перейшла на тривимірну графіку, а місцем дії став відомий за Heroes of Might & Magic світ Енрот. В 1999 вийшов перший екшн від першої особи за мотивами Might and Magic — Crusaders of Might and Magic.
2002-го вийшла дев'ята частина, відома також як Writ of Fate, після якої продовження серії на довгий час припинилося. В травні 2003 року компанія 3 DO розпалася, а права на Might and Magic отримала Ubisoft. Була зібрана нова команда творців Might & Magic. Ubisoft замінила колишній ігровий всесвіт на новий, Ашан, де сили Порядку і Хаосу ведуть нескінченну війну за допомогою Богів-Драконів. Ашан був придуманий письменником Річардом Данським і продюсером Ерваном Ле Бретоном. Як і світи-попередники, Варн, Терра, Енрот і Аксеот, Ашан запропонував гравцям власну історію, залишившись при цьому вірним основам Might & Magic. Через три роки вийшли Dark Messiah of Might and Magic та Heroes of Might and Magic V. Шоста частина в серії покрокових стратегій змінила назву, винісши назву основоположника напред — Might and Magic: Heroes VI. З'явилася також низка спін-оффів, в тому числі мобільних і браузерних ігор, в більшості за мотивами п'ятої і шостої частин Heroes of Might and Magic.
У 2014-му відродилася оригінальна серія Might and Magic з виходом Might & Magic X: Legacy, події якої також розгортаються в Ашані.
11 серпня 2014 було анонсовано чергову стратегічну відеогру, Might & Magic Heroes VII, вихід якої відбувся в 2015.
На початку 2017 відбувся анонс і ранній доступ до Might & Magic Showdown, тактичної PvP. У 2018 було анонсовано Might & Magic: Elemental Guardians, мобільний екшн з новим, більш мультиплікаційним стилем.

## Ігри серії

### Оригінальна серія
- Might and Magic Book One: The Secret of the Inner Sanctum (1986; Apple II, Mac, MS-DOS, Commodore 64, NES, MSX, TurboGrafx-16)
- Might and Magic II: Gates to Another World (1988; Apple II, Amiga, MS-DOS, Commodore 64, Mac, Sega Genesis, Super Nintendo Entertainment System (лише в Європі), Super Famicom (лише в Японії, відрізняється від європейської версії), MSX, TurboGrafx-16)
- Might and Magic III: Isles of Terra (1991; MS-DOS, Mac, Amiga, SNES, Sega Genesis, Sega CD, TurboGrafx-16)
- Might and Magic IV: Clouds of Xeen (1992; MS-DOS, Mac)
- Might and Magic V: Darkside of Xeen (1993; MS-DOS, Mac)
- Might and Magic: World of Xeen (1994; MS-DOS, Mac)
- Might and Magic VI: The Mandate of Heaven (1998; Windows)
- Might and Magic VII: For Blood and Honor (1999; Windows)
- Might and Magic VIII: Day of the Destroyer (2000; Windows)
- Might and Magic IX (2002; Windows; відома також як Writ of Fate)
- Might & Magic X: Legacy (2014; Windows)

### Серія Heroes of Might and Magic
- Heroes of Might and Magic: A Strategic Quest (1995; MS-DOS, Windows)
- Heroes of Might and Magic II: The Succession Wars (1996; DOS, Microsoft Windows, Mac OS, RISC OS, GBC)
  - The Price of Loyalty (1997)
- Heroes of Might and Magic III: The Restoration of Erathia (1999; Windows, Mac OS, Linux)
  - Armageddon's Blade (1999)
  - The Shadow of Death (2000)
  - Heroes Chronicles
    - Warlords of the Wasteland (2000)
    - Conquest of the Underworld (2000)
    - Masters of the Elements (2000)
    - Clash of the Dragons (2000)
    - The World Tree (2000)
    - The Fiery Moon (2000)
    - Revolt of the Beastmasters (2001)
    - The Sword of Frost (2001)
- Heroes of Might and Magic IV (2002; Microsoft Windows, Mac OS X)
  - The Gathering Storm (2002)
  - Winds of War (2003)
- Heroes of Might and Magic V (2006; Microsoft Windows, Mac OS X)
  - Hammers of Fate (2006)
  - Tribes of the East (2007)
- Might & Magic: Heroes VI (2011; Microsoft Windows)
  - Pirates of the Savage Sea (2012)
  - Danse Macabre (2012)
  - Shades of Darkness (2013)
- Might & Magic Heroes VII (2015)
  - Trial by fire (2016)

### Спін-офи і споріднені ігри
- King's Bounty (1990)
- Swords of Xeen (1993)
- Arcomage (1999)
- Crusaders of Might and Magic (1999)
- Warriors of Might and Magic (2000)
- Heroes of Might and Magic: Quest for the DragonBone Staff (2001)
- Legends of Might and Magic (2001)
- Dragon Rage (2001)
- Shifters (2002)
- Might and Magic Mobile (2004)
- Heroes of Might and Magic Mini (2006)
- Dark Messiah of Might and Magic (2006)
- Might and Magic Mobile II (2007)
- King's Bounty: The Legend (2008)
- Heroes of Might and Magic Online (2008)
- King's Bounty: Armored Princess (2009)
- Heroes of Might and Magic Kingdoms (2009)
- Might and Magic: Clash of Heroes (2009)
- Might and Magic: Raiders (скасована, вихід очікувався в 2012)
- Might & Magic Showdown (2017)
- Might & Magic: Elemental Guardians  (2018)

### Фанатські ігри та доповнення
- Heroes of Might and Magic III: In the Wake of Gods (Heroes of Might and Magic 3.5)
- Heroes of Might and Magic IV: Equilibris
- Might and Magic Tribute: Book of Ceth